# 五百 (文藝復興)
五百（義大利語：Cinquecento、(/ˌtʃɪŋkwɪˈtʃɛntoʊ/,）来自於義大利语“一千五百”，指1500年至1599年间義大利文藝復興时期一系列文化和艺术事件，如風格主義及文藝復興全盛期的藝術形式。

## 視覺藝術
特別是在義大利北部，藝術家開始使用新的技術來操縱光與暗，例如提香的許多肖像畫中明顯的色調對比以及列奧納多·達·芬奇和喬爾喬內對暈染和明暗法的發展。這段時期也出現了第一個世俗（非宗教）主題。由於這些（實際上很少）神話畫作的存在，雅各布·伯克哈特（Jacob Burkhardt）等20世紀早期作家所強調的文藝復興時期的世俗主義引發了爭論。波提切利是當今世俗作品流傳至今的主要畫家之一，儘管他篤信宗教（也是薩佛納羅拉的追隨者），也創作大量傳統宗教畫作。
文藝復興全盛期代表畫家可以可信的動作和適當的高雅風格準確地表現空間中的人物。這段時期最著名的畫家是李奧納多·達文西、拉斐爾和米開朗基羅·博納羅蒂。他們的作品是世界上最廣為人知的藝術作品之一。李奧納多·達文西的《最後的晚餐》、拉斐爾的《雅典學院》和米開朗基羅的西斯汀教堂天花板都是這段時期的教科書。
文藝復興全盛期的繪畫隨後演變為矯飾主義（約1520年-1580年），尤其是在佛羅倫斯。風格主義藝術家有意識地反抗文藝復興全盛期作畫原則，傾向於在不合邏輯的空間中表現拉長人物 。現代學者已經認識到風格主義藝術具有傳達強烈（通常是宗教）情感的能力，而文藝復興全盛期則無法做到這一點。這時期的一些主要藝術家有蓬托莫、羅索·菲奧倫蒂諾、帕爾米賈尼諾和朱利奧·羅馬諾。
1580年後，安尼巴萊·卡拉奇和阿戈斯蒂諾·卡拉齊兄弟開始發展巴洛克繪畫風格，注重更大的戲劇性、豐富的色彩以及極端明暗的運用。1590年後，卡拉瓦喬發展了一種寫實的人物畫法，直接從生活中作畫，並在黑暗背景下戲劇性地聚光，這對繪畫產生了更大的影響 ，並於1600年後將巴洛克風格最前線。